# Crusader Kings
Crusader Kings är ett strategispel från 2004 utvecklat och utgivet av Paradox Interactive.

## Handling
Handlingen utspelar sig under perioden mellan åren 1066 (då Vilhelm Erövraren erövrade England) och 1453 (då Konstantinopel föll till osmanska riket.) Spelet går även att föra över till Europa Universalis II, vilket låter spelaren leda sin ätt (eller land) från år 1066 till år 1820.

## Gameplay
Uppgiften är att göra ätten så mäktig som möjligt, och att erövra och gifta sig till så mycket land som möjligt.

## Brädspel
2019 gav Fria Ligan ut en brädspelsversion av Crusader Kings. Spelet gräsrotsfinansierades via Kickstarter och drog in drygt 4,6 miljoner kronor. 